# Horgospataka

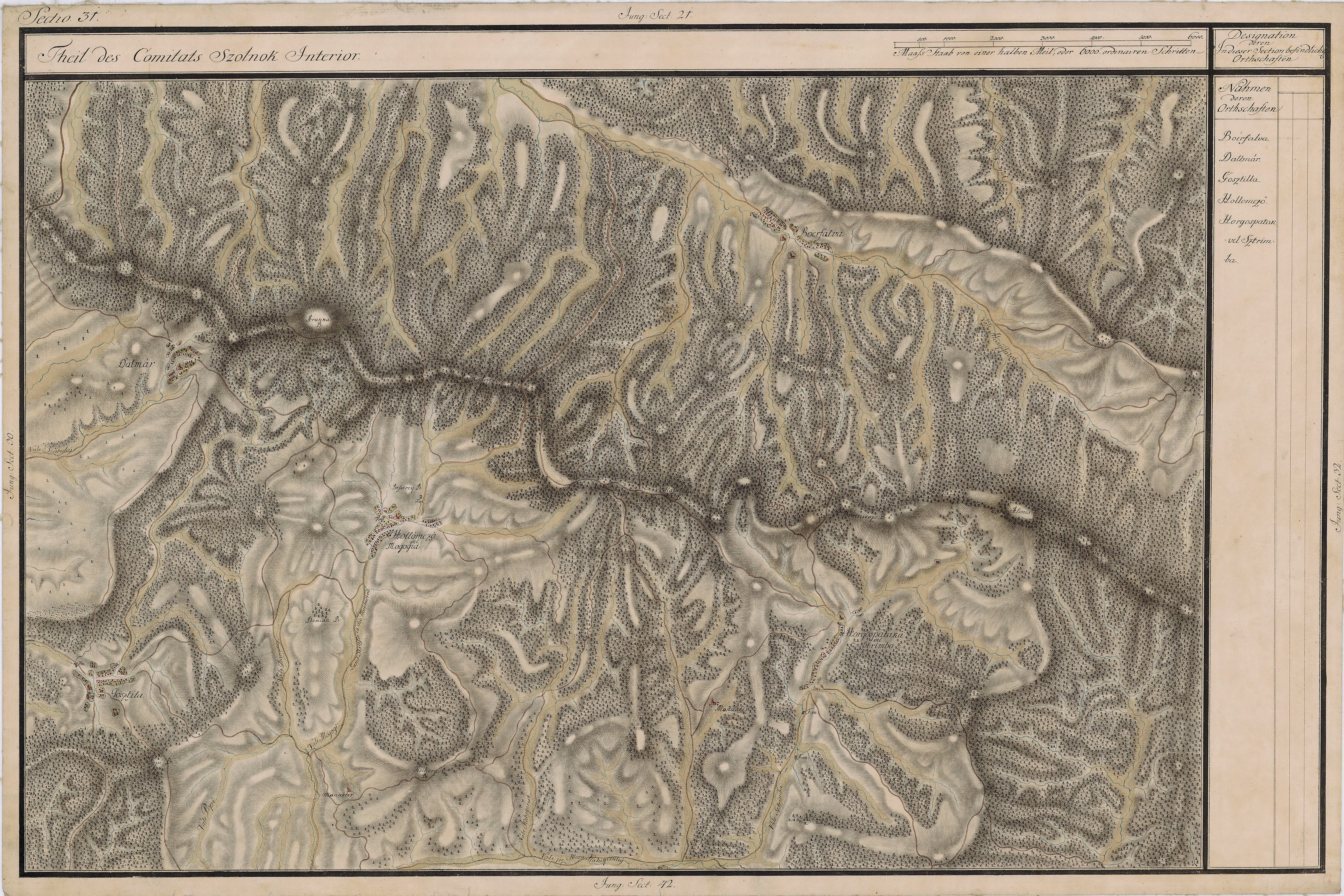
Horgospataka környéke 1769-1773 között

Horgospataka (románul Strâmbu) település Romániában.

## Története
Horgospataka a hagyományok szerint valamikor az 1700-as évek elején keletkezhetett.
1830-ban a nagybányai bányaigazgatósághoz tartozó bánya település.
1849. április 18-án szentelték fel Kossuth-kohóját, s adták át nagy gabonaraktárát a független Magyarország számára. 1849-ben e kohóhoz gyűjtötték össze a vidék összes harangját, s öntöttek belőlük ágyúkat az 1848–49-es forradalom és szabadságharc és önvédelmi harcuk számára.
1848-ban itt 107 főből álló nemzetőrség alakult, kiket 1848 őszén Mihalás fegyverzett le.
1848. október 20-tól 1849 március végéig ítt védte a szabadság ügyét a felsőbányai önkéntes, a szatmári I. és II. század, az ugocsai, a szabolcsi és a nyíregyházi vadászcsapat.
1898-ban a település birtokosa a királyi kincstár volt.
A hotgospatakai bánya épületei voltak az 1800-as, 1900-as években:
- emeletes nagy kohó, kapcsolatban vízerőre berendezett futóval, pörkölőházzal, kovácsműhellyel.
- agyagzúzó, szénpajta, kémlőház, asztalosműhely, kohómérnöki- és kezelői lak.
- arany-, ezüst-, réz- és ólomtisztító.

A bányászat mellékterménye volt: "földzék", mázanyag.
1886-ban 538 lakosa volt, melyből római katolikus 300, görögkatolikus 208, helvét hitű 30 fő volt.
1891-ben 596 lakosából 392 római katolikus, 189 görögkatolikus, 10 református, 3 lutheránus, 2 izraelita volt.
A trianoni békeszerződésig Szolnok-Doboka vármegye Magyarláposi járásához tartozott. Lakosainak száma 1891-ben 596 volt, magyar és román ajkúak.

## Gazdaság
Környékén arany-, ezüst- és ólombányászat.

## Nevezetességei
- Szent arkangyalok ortodox templom[2]

## Itt születtek
- Ioan Giurgiu de Patak (Pataki János, Ioan Giurgiu) (1682-Fogaras, 1727. október 29.) - görögkatolikus püspök.
- Sipos Árpád (1843. november 1. – 1901. február 9.) jogi doktor, jogakadémiai tanár.
- Pecz Vilmos filológus, az MTA tagja.